# Wieża widokowa na Wieżycy
Wieża widokowa na Wieżycy – wieża widokowa-pomnik na szczycie Wieżycy (395 m n.p.m.) na Pogórzu Bolkowskim.
W 1745 ze szczytu góry dowódcy austriaccy wypatrywali wojsk pruskich przed bitwą pod Dobromierzem. Z okazji setnej rocznicy bitwy postanowiono wznieść na szczycie pomnik, który równocześnie miał być wieżą widokową. Z powodu braku funduszy wieżę ukończono dopiero w 1852. W latach 1877–1879 wieżę przebudowano według projektu Karla Lüdecke na Pomnik Chwały Żołnierza Pruskiego. Obok wieży wybudowano restaurację z salą balową oraz letnią restaurację. Po wojnie obiekty na Wieżycy działały do około 1952, gdy dzierżawcy zrezygnowali z powodu nadmiernych obciążeń podatkowych. Już około 3 lata później restauracje przestały istnieć. W 1991 wieżę zakupił prywatny właściciel, który przeprowadził remont obiektu.